# Roberto Cinna
Roberto Cinna – martynikański piłkarz występujący na pozycji pomocnika.

## Kariera klubowa
W trakcie kariery Cinna grał w zespole Stade Spiritain.

## Kariera reprezentacyjna
W 2003 roku Cinna został powołany do reprezentacji Martyniki na Złoty Puchar CONCACAF. Nie zagrał jednak na nim ani razu, a Martynika zakończyła turniej na fazie grupowej.